# Schoenoplectiella hallii
Schoenoplectiella hallii là loài thực vật có hoa trong họ Cói. Loài này được (A.Gray) Lye mô tả khoa học đầu tiên năm 2003.